# 名探偵保健室のオバさん
『名探偵 保健室のオバさん』（めいたんていほけんしつのオバさん）は、宮脇明子による日本の漫画作品。
『マーガレット』（集英社）にて連載された。単行本は全8巻、文庫版全4巻。
テレビ朝日系列でテレビドラマ化され、1997年1月6日 - 3月10日に月曜ドラマイン枠で放送された。

## 概要
ひっつめ髪にとんがり眼鏡のオールドミス風の養護教諭遠山櫻子が、事が起こると華麗な美女に早変わり。保健委員である神宮寺尊を助手に捜査に乗り出し、数々の事件を鮮やかに解決をする推理漫画である。

## 登場人物
遠山 櫻子（とおやま さくらこ）
本作の主人公。聖橋学園高等部に新しく赴任した養護教諭。年齢不詳。神宮寺からは「オバさん」と呼ばれているが、本人は「おネエさん」と主張している。ボサボサの髪に無表情で仁王立ちをしており、怖い印象を与えるが、実は美人。事件が起こると、鋭い観察眼と洞察力で、次々と謎を解決していく。
神宮寺 尊（じんぐうじ みこと）
本作のもう1人の主人公。聖橋学園高等部に通う男子学生。ひょんな事から遠山と知り合い、不本意ながら保健委員兼助手にされて、彼女にこき使われる破目になる。

## テレビドラマ

### キャスト

#### メイン
- 遠山櫻子：松雪泰子
- 神宮寺尊：三宅健
- 西岡晶：京野ことみ
- 袴田義一：中里栄臣
- 佐々木保：天野浩成
- 宮本秀一：安達和也
- 後生佐永子：星遙子
- 風間：中倉健太郎
- 片柳太郎：野仲功
- 及川潤子：藤村ちか
- 石原徹：羽場裕一
- 古岩金次郎：岸部四郎
- 恩田百合子：吉行和子

#### ゲスト
第1話
- 小林清：金田明夫
- 山口沙織：田崎那奈
- 藤原真由美：東山麻美
- 浅野恵子：幸田磨衣子

第2話
- 紅林枝利子：秋本奈緒美
- 紅林拓郎：寺泉憲
- 紅林薔子：増田裕子
- 白川亜矢：太田有美
- 野村信次

第3話
- 須藤久美子：円本奈都子
- 田代真一：中江太
- 川島和也：清水貴博
- 永野千春：ひがたともこ
- 斉藤暁、堀勉、東風平千香

第4話
- 清里泉：小嶺麗奈
- 清里浩一：北見敏之
- 前田耕次郎：河西健司
- 藤本博美：出光元
- 清里秋子：しみず霧子
- 克彦：橋本光成
- 長谷川ほまれ

第5話
- 野口直也：草野康太
- 兵藤雅彦：北川悠仁（ゆず）
- 高橋守：橋龍吾
- 青木和代

第6話
- 足立英介：山崎裕太
- 矢口恵：菊地花子
- 田宮美沙子：大沢さやか
- 北沢聡：谷原章介
- 金山浩平：末吉宏司
- ゆかり：佐伯しの

第7話
- 芹沢美樹：宮内知美
- 井口直子：金澤あかね
- 芹沢信之：高岡健二
- 安藤芳枝：円城寺あや
- 荒木康夫：谷村好一
- 芹沢敦子：ただのあっ子
- 有福正志

第8話
- 桜木祐介：田付貴彦
- 小山由香：木村優希
- 吉田和美：荒井乃梨子
- 大野俊夫：萩野崇
- 大野健一：大西正昭
- 太田修：村上青児

第9話
- 高野理紗：仲間由紀恵
- 山内：大根田良樹
- 沢村直樹：湯江健幸
- 岸本英司：伊藤俊人
- 高野和彦：本田清澄
- 高野静江：上原由恵
- 高野睦美：水川あさみ

第10話
- 小田切治美：麻丘めぐみ
- 小田切隆：藤木直人
- 本田吾郎：西田健
- 松本和之：浜田晃
- 庄司永建、伊藤正博、加賀谷純一、宮田早苗、沼崎悠、西脇礼門

### スタッフ
- 原作：宮脇明子
- 脚本：江頭美智留（第1話～第3話、第8話、第10話）、福田靖（第4話）、林裕子（第5話～第6話）、清水喜美子（第7話）、いとう斗士八（第9話）
- 音楽：旭純
- プロデュース：佐藤凉一（テレビ朝日）、杉山登（テレビ朝日）、照喜名隆（ザ・ワークス）、布施等（ザ・ワークス）
- 演出：中山史郎（第1話～第2話、第4話～第5話）、今井和久（第3話、第6話～第7、第10話話）、杉山登（第8話～第9話）
- 技術協力：テイクシステムズ
- 制作：テレビ朝日、ザ・ワークス

### 主題歌
- 「空っぽの愛の嵐」 松雪泰子

### 挿入歌
- LOOKIN'FOR MY DREAM / Coming Century

### サブタイトル
※ 第10話（最終話）は最終回2時間スペシャル。
| 各話                                                       | 放送日    | サブタイトル                                                                                               | 脚本         | 演出     | 視聴率 |
| ---------------------------------------------------------- | --------- | --- | ------------ | -------- | ------ |
| 第1話                                                      | 1997/1/6  | 恐怖‼女子高生連続切り裂き魔の謎                                                                            | 江頭美智留   | 中山史郎 | 10.6%  |
| 第2話                                                      | 1997/1/13 | 狙われた美少女! 恐怖の殺人パーティー‼                                                                      | 江頭美智留   | 中山史郎 | 12.7%  |
| 第3話                                                      | 1997/1/20 | 密室から消えた犯人! 音楽室の怪事件                                                                         | 江頭美智留   | 今井和久 | 11.5%  |
| 第4話                                                      | 1997/1/27 | 盗まれた誘拐‼ 神宮寺初恋のキスに罠                                                                         | 福田靖       | 中山史郎 | 13.4%  |
| 第5話                                                      | 1997/2/3  | 狙われた学園! 真夜中に届く殺意の脅迫状                                                                     | 林裕子       | 中山史郎 | 11.4%  |
| 第6話                                                      | 1997/2/10 | バレンタインに死を!? 謎のクッキー殺人‼                                                                     | 林裕子       | 今井和久 | 11.9%  |
| 第7話                                                      | 1997/2/17 | ボディコン美女登場‼ 神宮寺危険な初体験                                                                     | 清水喜美子   | 今井和久 | 12.4%  |
| 第8話                                                      | 1997/2/24 | 死ぬ時は一緒だよ 神宮寺涙の絶体絶命                                                                        | 江頭美智留   | 杉山登   | 13.0%  |
| 第9話                                                      | 1997/3/3  | 悲しみの失恋殺人喪服のオバさん名推理!?                                                                     | いとう斗士八 | 杉山登   | 11.9%  |
| 最終話                                                     | 1997/3/10 | 学園最後の怪事件! 消えた生徒と幽霊殺人の謎!? 犯人のナイフが櫻子の胸を突き刺す‼ 死ぬなオバさん、最大の危機‼ | 江頭美智留   | 今井和久 | 12.3%  |
| 平均視聴率 12.1%（視聴率は関東地区・ビデオリサーチ社調べ） |           | |              |          |        |

### ネット局
| 放送対象地域  | 放送局           | 系列           | 放送形態   | 放送時間帯         | 備考               |
| ------------- | ---------------- | -------------- | ---------- | ------------------ | ------------------ |
| 関東広域圏    | テレビ朝日       | テレビ朝日系列 | 同時ネット | 月曜 20:00 -20:54  | 制作局             |
| 北海道        | 北海道テレビ     | テレビ朝日系列 | 同時ネット | 月曜 20:00 -20:54  |                    |
| 青森県        | 青森朝日放送     | テレビ朝日系列 | 同時ネット | 月曜 20:00 -20:54  |                    |
| 岩手県        | 岩手朝日テレビ   | テレビ朝日系列 | 同時ネット | 月曜 20:00 -20:54  |                    |
| 宮城県        | 東日本放送       | テレビ朝日系列 | 同時ネット | 月曜 20:00 -20:54  |                    |
| 秋田県        | 秋田朝日放送     | テレビ朝日系列 | 同時ネット | 月曜 20:00 -20:54  |                    |
| 山形県        | 山形テレビ       | テレビ朝日系列 | 同時ネット | 月曜 20:00 -20:54  |                    |
| 福島県        | 福島放送         | テレビ朝日系列 | 同時ネット | 月曜 20:00 -20:54  |                    |
| 新潟県        | 新潟テレビ21     | テレビ朝日系列 | 同時ネット | 月曜 20:00 -20:54  |                    |
| 長野県        | 長野朝日放送     | テレビ朝日系列 | 同時ネット | 月曜 20:00 -20:54  |                    |
| 静岡県        | 静岡朝日テレビ   | テレビ朝日系列 | 同時ネット | 月曜 20:00 -20:54  |                    |
| 石川県        | 北陸朝日放送     | テレビ朝日系列 | 同時ネット | 月曜 20:00 -20:54  |                    |
| 中京広域圏    | 名古屋テレビ     | テレビ朝日系列 | 同時ネット | 月曜 20:00 -20:54  |                    |
| 近畿広域圏    | 朝日放送         | テレビ朝日系列 | 同時ネット | 月曜 20:00 -20:54  | 現・朝日放送テレビ |
| 広島県        | 広島ホームテレビ | テレビ朝日系列 | 同時ネット | 月曜 20:00 -20:54  |                    |
| 山口県        | 山口朝日放送     | テレビ朝日系列 | 同時ネット | 月曜 20:00 -20:54  |                    |
| 香川県 岡山県 | 瀬戸内海放送     | テレビ朝日系列 | 同時ネット | 月曜 20:00 -20:54  |                    |
| 愛媛県        | 愛媛朝日テレビ   | テレビ朝日系列 | 同時ネット | 月曜 20:00 -20:54  |                    |
| 高知県        | テレビ高知       | TBS系列        | 遅れネット | 土曜 19:00 - 19:54 | 5日遅れネット      |
| 福岡県        | 九州朝日放送     | テレビ朝日系列 | 同時ネット | 月曜 20:00 -20:54  |                    |
| 長崎県        | 長崎文化放送     | テレビ朝日系列 | 同時ネット | 月曜 20:00 -20:54  |                    |
| 熊本県        | 熊本朝日放送     | テレビ朝日系列 | 同時ネット | 月曜 20:00 -20:54  |                    |
| 大分県        | 大分朝日放送     | テレビ朝日系列 | 同時ネット | 月曜 20:00 -20:54  |                    |
| 鹿児島県      | 鹿児島放送       | テレビ朝日系列 | 同時ネット | 月曜 20:00 -20:54  |                    |
| 沖縄県        | 琉球朝日放送     | テレビ朝日系列 | 同時ネット | 月曜 20:00 -20:54  |                    |

| テレビ朝日系 月曜ドラマ・イン                | テレビ朝日系 月曜ドラマ・イン                     | テレビ朝日系 月曜ドラマ・イン      |
| 前番組                                       | 番組名                                            | 次番組                             |
| -------------------------------------------- | ------------------------------------------------- | ---------------------------------- |
| イタズラなKiss （1996年10月14日 - 12月16日） | 名探偵保健室のオバさん （1997年1月6日 - 3月10日） | ふたり （1997年4月14日 - 6月23日） |